# Hildegard Limmer
Hildegard Limmer (* 1933) ist eine deutsche Schriftstellerin.
Hildegard Limmer studierte Theologie und Philosophie. Sie war mit Hans Limmer verheiratet, mit dem sie gemeinsam Bücher veröffentlichte. Ein Schwerpunkt ihres Werkes lag auf heimatkundlichen Büchern für Kinder und Jugendliche.

## Werke (Auswahl)
- Geh mit durch Köln mit Hans Limmer, Bachem, 1966
- Kreuz und quer durch Köln mit Hans Limmer, Bachem, 1968
- Gute Fahrt ins Land um Köln mit Hans Limmer, Bachem, 1969
- Geh mit durch München mit Hans Limmer, Bachem, 1969
- Es war einmal in Köln mit Hans Limmer, Bachem, 1975
- Geh mit durch Köln mit deiner Kamera mit Hans Limmer, Bachem, 1976
- Tagebuch einer Mutter, August von Goethe Literaturverlag, 2007, ISBN 978-3-8372-0011-9
- Mein lieber Vater!, Frieling-Verlag Berlin, 2008, ISBN 978-3-8280-2575-2

| Personendaten    | Personendaten             |
| ---------------- | ------------------------- |
| NAME             | Limmer, Hildegard         |
| KURZBESCHREIBUNG | deutsche Schriftstellerin |
| GEBURTSDATUM     | 1933                      |